# День захисника України (монета)
«День захисника́ Украї́ни» — пам'ятна монета номіналом 5 гривень, випущена Національним банком України, присвячена вшануванню мужності та героїзму, нескореності й волелюбності борців за національну справу всіх поколінь та Дню захисника України.
Монету введено до обігу 12 жовтня 2015 року. Вона належить до серії «Збройні Сили України».

## Опис монети та характеристики
| Номінал грн | Метал      | Маса, г | Діаметр, мм | Якість виготовлення       | Гурт     | Тираж, штук |
| ----------- | ---------- | ------- | ----------- | ------------------------- | -------- | ----------- |
| 5           | нейзильбер | 16,54   | 35,0        | спеціальний анциркулейтед | рифлений | 50 000      |

### Аверс
На аверсі монети на тлі орнаменту розміщено: постать Пресвятої Богородиці, під омофором якої козаки (ліворуч) та сучасні воїни-захисники (праворуч); малий Державний Герб України (ліворуч); угорі півколом написи: «УКРАЇНА, 2015, П'ЯТЬ ГРИВЕНЬ» — та логотип Монетного двору Національного банку України (праворуч).

### Реверс
На реверсі монети на тлі камуфляжу (використано тамподрук) стилізовано зображено тризуб — Знак Княжої Держави Володимира Великого, угорі написи півколом: «ЗА ЧЕСТЬ! ЗА СЛАВУ! ЗА НАРОД!»

## Автори

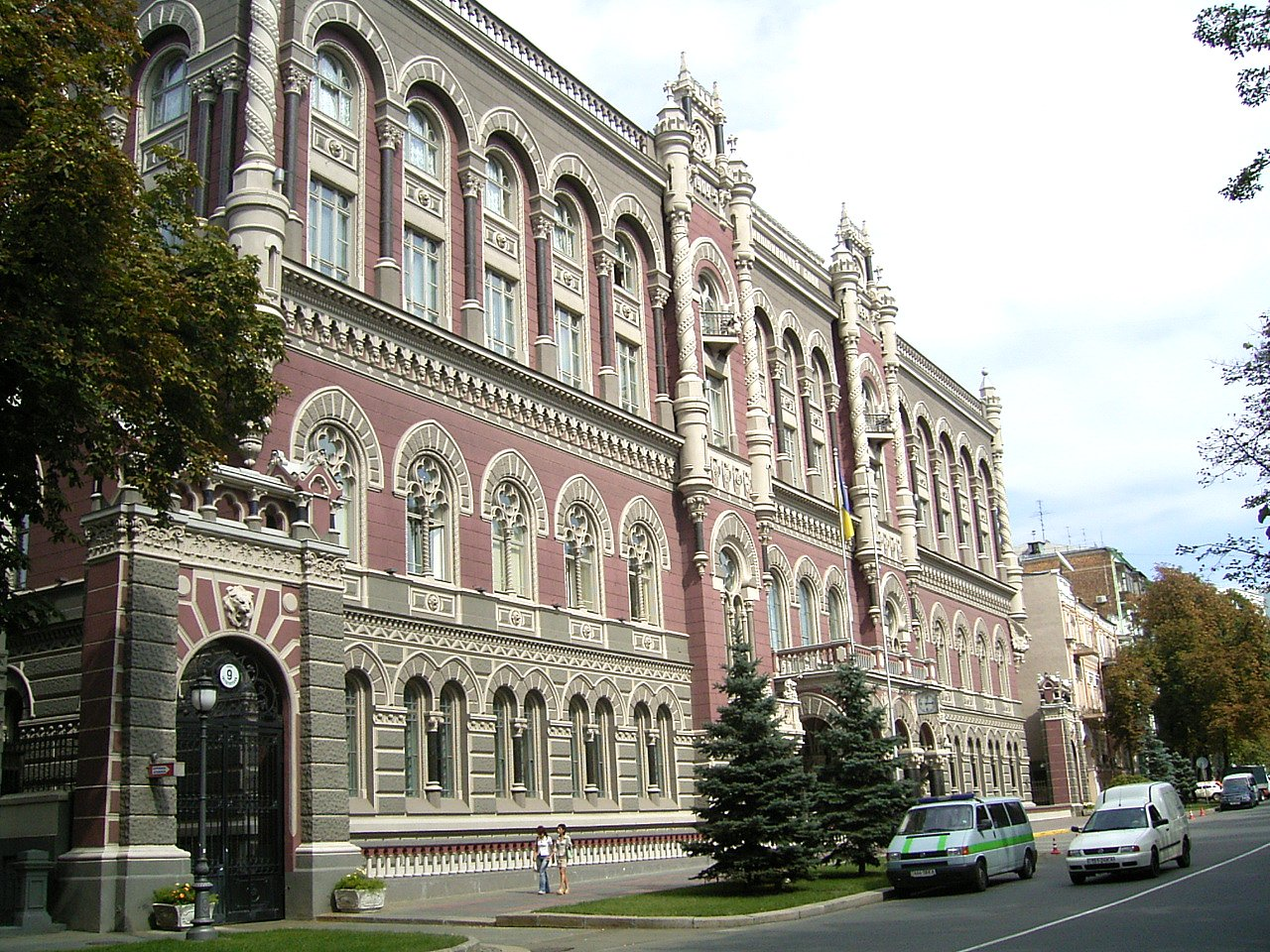
Будівля Національного банку України

- Художники: Таран Володимир, Харук Олександр, Харук Сергій.
- Скульптори: Атаманчук Володимир, Іваненко Святослав.

## Вартість монети
Під час введення монети до обігу в 2015 році, Національний банк України реалізовував монету через свої філії за ціною 29 гривень.
Фактична приблизна вартість монети, з роками змінювалася так:
| Рік       | 2016 | 2017 | 2018 | 2019 | 2020 | 2021 | 2022 | 2023  | 2024  | 2025  |
| --------- | ---- | ---- | ---- | ---- | ---- | ---- | ---- | ----- | ----- | ----- |
| Ціна, грн | 120  | 130  | 135  | 135  | 145  | 350  | 500  | 1 550 | 2 000 | 2 000 |